# NGC 1988
NGC 1988 là một ngôi sao nằm trong chòm sao Kim Ngưu. Nó được ghi lại bởi Jean Chacornac vào ngày 19 tháng 10 năm 1855.